# Earle Wells
Earle Leonard Wells (ur. 27 października 1933 w Auckland, zm. 1 października 2021 w Whakatane) – nowozelandzki żeglarz sportowy. Złoty medalista olimpijski z Tokio.
Zawody w 1964 były jego jedynymi igrzyskami olimpijskimi. Zwyciężył w klasie Latający Holender. Partnerował mu Helmer Pedersen.